# لیک مید (پنسیلوانیا)
لیک مید (به انگلیسی: Lake Meade) یک منطقهٔ مسکونی در ایالات متحده آمریکا است که در شهرستان آدامز، پنسیلوانیا واقع شده‌است. لیک مید ۴٫۵ کیلومتر مربع مساحت و ۲٬۴۳۶ نفر جمعیت دارد و ۱۵۲٫۱ متر بالاتر از سطح دریا واقع شده‌است.